# Saint-Laurent-les-Bains-Laval-d’Aurelle
Saint-Laurent-les-Bains-Laval-d’Aurelle ist eine französische Gemeinde mit 184 Einwohnern (Stand 1. Januar 2022) im Département Ardèche in der Region Auvergne-Rhône-Alpes. Sie gehört zum Kanton Thueyts und zum Arrondissement Largentière.
Sie entstand als Commune nouvelle mit Wirkung vom 1. Januar 2019, indem die bisherigen Gemeinden Saint-Laurent-les-Bains und Laval-d’Aurelle fusioniert wurden. Diese sind seither Communes déléguées. Der Verwaltungssitz befindet sich im Ort Saint-Laurent-les-Bains.

## Gliederung
| Ortsteil                                  | ehemaliger INSEE-Code | Fläche (km²) | Einwohnerzahl zum 1. Januar 2022 |
| ----------------------------------------- | --------------------- | ------------ | -------------------------------- |
| Saint-Laurent-les-Bains (Verwaltungssitz) | 07262                 | 26,76        | 155                              |
| Laval-d’Aurelle                           | 07135                 | 08,72        | 029                              |

## Lage
Nachbargemeinden sind Laveyrune im Nordwesten, Saint-Étienne-de-Lugdarès im Norden, Borne im Osten, Montselgues im Südosten, Prévenchères im Südwesten und La Bastide-Puylaurent im Westen.

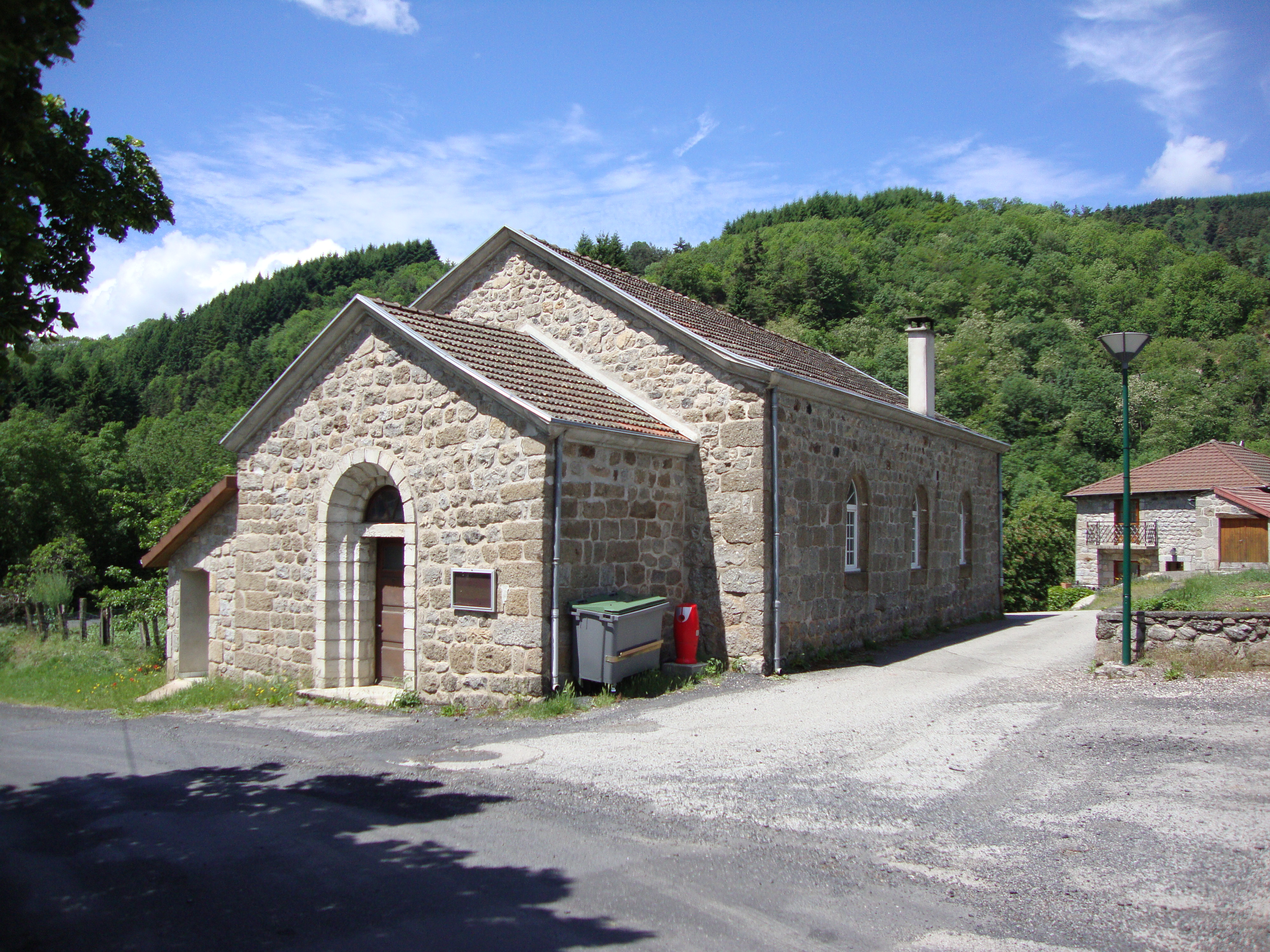
Kloster Notre-Dame-des-Neiges im Ortsteil Saint-Laurent-les-Bains